# Aconitum naviculare
Aconitum naviculare är en ranunkelväxtart som först beskrevs av Brühl, och fick sitt nu gällande namn av Otto Stapf. Aconitum naviculare ingår i släktet stormhattar, och familjen ranunkelväxter. Utöver nominatformen finns också underarten A. n. leiocarpum.